# Höllsee
Der Höllsee ist ein mineralischer Kleinsee in den Loisach-Kochelsee-Mooren. Er entwässert über den Triftkanal. Er wird nur durch den Zulauf kleinerer Gräben und Grundwasser gespeist. An seinem Ostufer befindet sich eine Anglerhütte.
Der Höllsee befindet sich in der Nähe des Prälatenweges von Benediktbeuern kommend, der Zugang zum Ufer ist aber nicht ausgeschildert und nur über eine Wiese zu erreichen.
Weitere Kleinseen in den Loisach-Kochelsee-Mooren sind Eichsee, Rohrsee, Fichtsee, Rettensee und Karpfsee.